# سوبر شيرمان

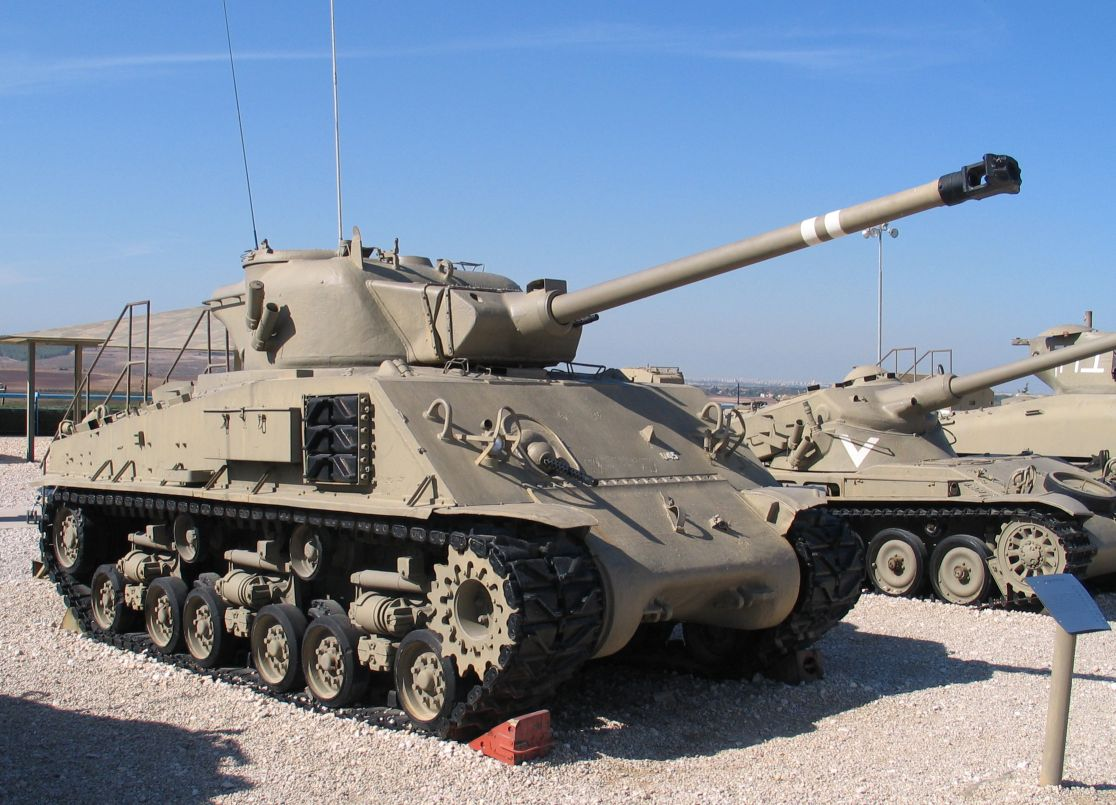
دبابة شيرمان إم-50.

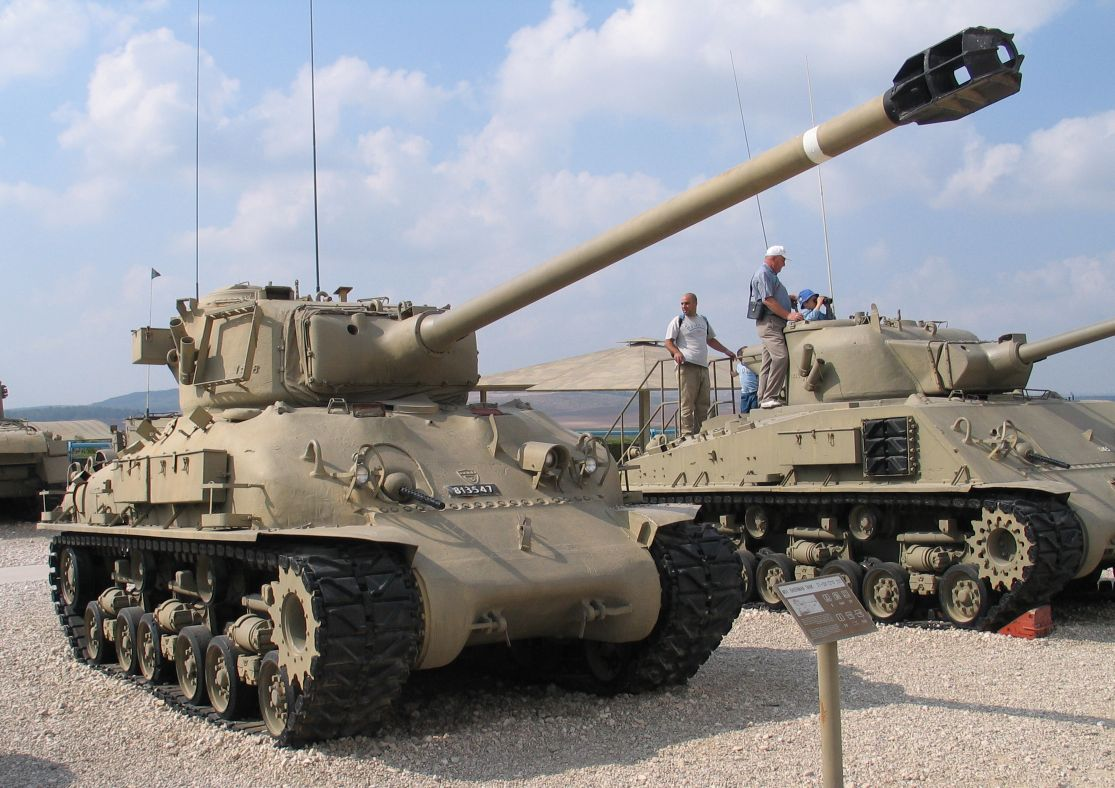
دبابة شيرمان إم-51

دبابة سوبر شيرمان (بالإنجليزية: Super Sherman tank) هي دبّابة متوسِّطة تم إنتاجها كتطوير لدبّابة إم 4 شيرمان الأمريكيّة، حيث اُستبدل مدفعها بمدفع دبّابة أيه أم أكس-75/13 الفرنسيّة عيار 75 ملم. خدمت في الجيش الإسرائيلي منذ منتصف الخمسينات حتى بداية الثمانينات من القرن العشرين. وقد شاركت في عدّة حروب ضمن الصراع العربي الإسرائيلي مثل حرب 1967 ومعركة الكرامة عام 1968 وحرب 1973 بالإضافة إلى الحرب الأهلية اللبنانية.
أُنتج من هذه الدبّابة نسختان؛ الأولى في الخمسينات هي شيرمان إم-50، والثانية في الستينات هي شيرمان إم-51، وكلاهما يشير إلى دبّابة سوبر شيرمان، رغم أن الاسم الأخير لم تستخدمه إسرائيل.

## المستخدمون
- إسرائيل – إم-50 و إم-51
- تشيلي – حوالي 50 دبابة مُعدَّلة من نوع إم-50 وحوالي 150 دبابة من نوع إم-51
- لبنان – دبابات إم-50 لميليشيات لبنانية موالية لإسرائيل (حزب الكتائب، القوات اللبنانية، ميليشيا نمور الأحرار، حراس الأرز، جيش لبنان الجنوبي)
- منظمة التحرير الفلسطينية – استولت على دبابتين في لبنان من نوع إم-50

## وصلات خارجية
- عائلة دبابات شيرمان الإسرائيلية (بالإنجليزية)
- تاريخ دبابة سوبر شيرمان (بالإنجليزية)